# Zsuzsa Bánk

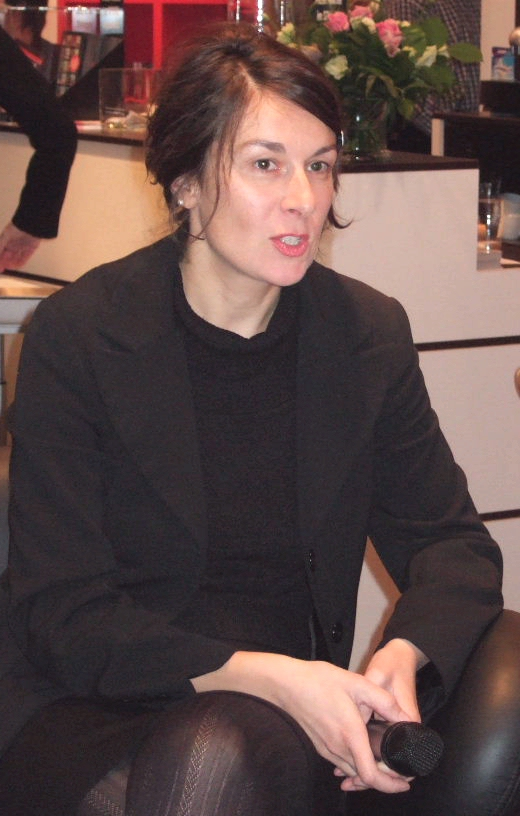
Zsuzsa Bánk (Oktober 2006)

Zsuzsa Bánk (* 24. Oktober 1965 in Frankfurt am Main) ist eine deutsche Schriftstellerin.

## Leben
Zsuzsa Bánk wurde als Tochter ungarischer Eltern geboren, die nach dem Ungarnaufstand 1956 in den Westen geflohen waren. Sie wuchs zweisprachig auf, war Buchhändlerin und studierte Publizistik, Politik und Literatur in Mainz und Washington, D.C.
Nach dem Studium arbeitete sie als Wirtschaftsredakteurin. Seit 2000 ist Zsuzsa Bánk freie Schriftstellerin mit Wohnsitz in Frankfurt am Main.
Zsuzsa Bánk schreibt hauptsächlich Romane. Ihr erstes und bisher einziges Theaterstück Alles ist groß wurde im September 2020 unter der Regie von Kornelius Eich am Schauspiel Frankfurt uraufgeführt.

## Auszeichnungen
- 2002: Aspekte-Literaturpreis
- 2002: Mara-Cassens-Preis des Literaturhauses Hamburg für Der Schwimmer
- 2002: Literaturpreis der Jürgen Ponto-Stiftung
- 2003: Deutscher Bücherpreis
- 2003: Bettina-von-Arnim-Preis für die Erzählung Unter Hunden
- 2004: Adelbert-von-Chamisso-Preis
- 2008: 1. Preis Internationaler Kurzgeschichtenwettbewerb 2007 der Stadt Mannheim
- 2016: Calwer Hermann-Hesse-Stipendium

## Werke
- Der Schwimmer. Roman. S. Fischer, Frankfurt/Main 2002, TB 2004, ISBN 3-596-15248-8.
- Heißester Sommer. Erzählungen. S. Fischer, Frankfurt/Main 2005, ISBN 3-10-005221-8.
- Die hellen Tage. Roman. S. Fischer, Frankfurt/Main 2011, ISBN 978-3-10-005222-3.
- Schwarzwaldsepp. Auch eine Weihnachtsgeschichte. Hansisches Druck- und Verlagshaus/edition chrismon, Frankfurt/Main 2012, ISBN 978-3-86921-102-2.
- Schlafen werden wir später. Roman. S. Fischer, Frankfurt/Main 2017, ISBN 978-3-10-005224-7.
- Weihnachtshaus. edition chrismon, Leipzig 2018, ISBN 978-3960381518.
- Alles ist groß. Theaterstück. S. Fischer, Frankfurt 2020.
- Sterben im Sommer. Roman. S. Fischer, Frankfurt 2020, ISBN 978-3-10-397031-9.